# Sherbourne (Warwickshire)
Pour les articles homonymes, voir Sherbourne.
Sherbourne est un village et une paroisse civile du Warwickshire, en Angleterre. Il est situé dans le centre du comté, à 5 km au sud de la ville de Warwick. Administrativement, il relève du district de Warwick.

## Toponymie
Sherbourne est un toponyme d'origine vieil-anglaise. Il fait référence à un ruisseau à l'eau claire ou brillante, de burna « ruisseau » et scīr « brillant, clair ». Dans le Domesday Book, compilé en 1086, le village figure sous le nom Scireburne.

## Démographie
Au recensement de 2011, la paroisse civile de Sherbourne comptait 174 habitants.